# 평창풍력발전
평창풍력발전 주식회사는 강원특별자치도 평창군에 본사를 둔 풍력 발전 기업으로, 한국전력공사의 자회사이다.

## 역사
2010년 6월 21일에 설립되었으며, 2016년 6월 30일에는 한국남부발전과 함께 강원특별자치도 평창군 미탄면 청옥산 일대에 평창풍력단지를 상업운전 하였다.